# Gulyás Attila
Gulyás Attila (Békés, 1983. május 12. –) magyar színész.

## Életpályája
Mezőberényben töltötte gyermekkorát, itt járt iskolába is, később bőrtárgykészítőnek tanult. Az érettségi vizsgát követően felvételt nyert a békéscsabai Jókai Színház színiiskolájába, amit sikeresen elvégzett. Ezután a Jókai Színház tagja lett, egyidejűleg egyetemi tanulmányokat folytatott vallásbölcseleti szakon, levelező tagozaton. 2020-tól a nyíregyházi Móricz Zsigmond Színház társulatának művésze.

## Díjak, elismerések
- Junior Prima díj (2008)

## Fontosabb színházi szerepei
- William Shakespeare: Rómeó és Júlia... Rómeó
- William Shakespeare: Tévedések vígjátéka... Ephesusi Dromio
- Molière: Don Juan... Perico; Roberto; Vendég 1.; Muzsikus
- Friedrich Schiller: Stuart Mária... Mortimer
- Wolfgang Amadeus Mozart: Varázsfuvola... Tamino
- Nyikolaj Vasziljevics Gogol: Háztűznéző... Podkoljoszin alteregója
- Bertolt Brecht: Állítsátok meg  Arturo Uit!... Ted Ragg (a "Star" riportere)
- Bertolt Brecht – Kurt Weill: Koldusopera... Leprás Mátyás
- Friedrich Dürrenmatt: Az öreg hölgy látogatása... Tanár
- Willy Russell: Vértestvérek... Edward
- Henrik Ibsen: A vadkacsa... Jensen (pincér)
- John Steinbeck: Egerek és emberek... Crooks
- Thomas Mann: Mario és a varázsló... Cipolla
- Georges Feydeau: Bolha a fülbe... Finache Doktor
- Sławomir Mrożek: Tangó... Arthúr, a fiú
- Arisztophanész – Hamvai Kornél – Nádasdy Ádám: Lüzisztraté... Kolophón (nyelvész, Lüzisztraté férje)
- Euripidész: Téboly Thébában... Pentheusz (Agaué fia, Théba mostani ura) (Stúdió "K" Színház)
- Plautus: A hetvenkedő... Mamlusz
- Stendhal: Vörös és fekete... Julien Sorel
- Alexandre Dumas – Szomor György: Monte Cristo grófja... Dumas (a szerző); Ifjú Edmond Dantès
- Noël Coward: Vidám kísértet... Charles
- Neil Simon – Cy Coleman – Dorothy Fields: Édes Charity... Herman
- Robert Bloch – Pozsgai Zsolt: Pszicho – Hommage à Alfred Hitchcock... Norman Bates, moteltulajdonos
- David Yazbek: Alul semmi... Malcolm MacGregor, munkanélküli gyári munkás
- J. B. Priestley: Váratlan vendég... Gerald Croft
- Danny Rubin – Tim Minchin: Idétlen időkig... Buster, Kuruzsló
- Nick Dear: Frankenstein... A Kreatúra
- Henry Lewis – Jonathan Sayer – Henry Shields: Ma este megbukunk... szereplő
- Eric Idle – John Du Prez: Spamalot, avagy a Gyalog galopp musical... Sir Bedevere; Herbert herceg apja; Szerzetes
- A Dreamworks mozifilmje alapján: Kapj el ha tudsz! A Musical... Jack Barnes; Bíró; Szabó; Orvos; Tulaj
- Eric Toledano – Olivier Nakache – Molnár Anna – Szabó Máté – Perczel Enikő: Életrevalók... Driss
- Fazekas Mihály – Zalán Tibor: Lúdas Matyi... Hajdú 2.
- Szép Ernő: Lila ákác... Csacsinszky Pali
- Heltai Jenő: A tündérlaki lányok... Pázmán Sándor
- Katona József: Bánk bán... az egyik békétlenkedő, köpönyegforgató, haszonleső
- Jókai Mór: Szaffi... Loncsár
- Mikszáth Kálmán – Zalán Tibor: A beszélő köntös... Porosznoki Gábor – szenátor, lelkes egyhelyben járó
- Tamási Áron: Ősvigasztalás... Községi jegyző
- Sütő András: Egy lócsiszár virágvasárnapja... szereplő
- Rejtő Jenő – Darvas Benedek – Varró Dániel – Hamvai Kornél: Vesztegzár a Grand Hotelben... Decker tanár
- Gyárfás Miklós – Szabó Tamás: Tanulmány a nőkről... Balogh Sándor
- Egressy Zoltán: Sóska, sültkrumpli... Bíró (Lacikám)
- Tasnádi István: Közellenség... Siegfried, Kunz
- Gém Zoltán: Starfactory... Tibi  (Thália Színház)
- Földes László (Hobo): Circus Hungaricus... Pisti
- Bartus Gyula: Életek árán... Szabó János
- Szente Béla: Szárnyad árnyékában... Conscriptor, a prefektúra embere
- Mitch Leigh – Joe Darion – Dale Wassermann: La Mancha lovagja... Padre
- Elton John – Tim Rice – Linda Woolverton: Aida... Mereb (Radames szolgája)
- Charles Aznavour: Éljen az élet... Gab
- Joe Masteroff – John Kander – Fred Ebb: Kabaré... Konferanszié (vámtiszt)
- Brestyánszki Boros Rozália: Csörte... Józsi (itthonról elment, de oda nem ért haza)
- Kálmán Imre: Cirkuszhercegnő... Slukk Tóni
- Farkas Ferenc: Csínom Palkó... Csinom Palkó (szegénylegény)
- Zágon István – Nóti Károly: Hippolyt, a lakáj... Makáts Csaba
- Boldizsár Miklós – Szörényi Levente – Bródy János: István, a király... Vecelin
- Rudyard Kipling – Dés László – Geszti Péter – Békés Pál: A dzsungel könyve... Maugli
- Szente Vajk – Illés együttes: ...Tied a világ!... szereplő
- Szente Vajk: Legénybúcsú... Simon, a vőlegény
- Szomor György – Román Sándor: Frank Sinatra - A Hang... Nick Sevano; George Evans
- Alan Alexander Milne: Micimackó... Micimackó
- Slawek Kerstin – Gulyás Levente: A széttáncolt cipellők... Démon
- Belinszki Zoltán: Holle anyó... Mirko  (Cervinus Teátrum)
- Hedry Mária: A bűvös patkó... Terribiusz varázsló
- Belinszki Zoltán – Gulyás Levente – Varga Viktor: Holle anyó... Mirko

## Rendezéseiből
- William Shakespeare: Rómeó és Júlia (Gyulai Várszínház)
- Utcaszínház: Johanna második halála (Gyulai Várszínház)

## Filmjei
- Csörte - Karaoke sztárbazár (TV-film)
- Friedrich Schiller: Stuart Mária (szín., magyar színházi felv.) (TV-film)
- Szarvashiba (TV-műsor)
- Magyar Teátrum-díj évzáró gálaestje a Békés Megyei Jókai Színházból (szín., magyar szór. műsor, 2010) (TV-film)
- Starfactory (szín., magyar tévéfilm, 2014)
- Lélekpark (2021)... Gyanusított